# Isaac Manasses de Pas, markýz de Feuquieres
Isaac Manasses de Pas, markýz de Feuquieres (1. června 1590 Saumur – 13. března 1640 Thionville) byl francouzský vojevůdce během třicetileté války.
Narodil se do urozené rodiny, ze které pocházelo mnoho velitelů z občanských válek 16. století. Ve třiceti letech vstoupil do francouzské armády, kde se mu velmi dobře dařilo. V roce 1626 působil ve Valtellině a v letech 1628–1629 se účastnil obléhání La Rochelle, kde padl do zajetí. V roce 1629 byl povýšen do hodnosti generálmajora a sloužil v bojích na jižních hranicích Francie.
Po vystřídání několika vojenských pozic v Lotrinsku byl poslán jako velvyslanec do Německa, kde zastával důležitou roli při jednáních s Albrechtem z Valdštejna. V roce 1636 velel francouzské armádě, která spolupracovala se silami vévody Bernarda Sasko-Výmarského, které později velel generál Henri de Turenne. S těmito jednotkami se účastnil tažení v letech 1637, během kterého získal hodnost generálporučíka, 1638 a 1639. Při obléhání Thionville byl smrtelně raněn.
Jeho soukromá korespondence byla vydána v Paříži v roce 1845 (ed. Gallois).
Významným vojevůdcem se později stal také jeho vnuk Antoine Manasses de Pas, markýz de Feuquieres (1648–1711).